# Баба-Дудићи
Баба-Дудићи воде порекло од Живка Карабибера, приштинског трговца и његовог сина Цветка Карабиберовића и кћерки Стојанке и Ђурђије, Баба-Дуде Карабиберовић по којој је прозвана цела породица Баба-Дудић. Ђурђијин Баба-Дудин син је министар Пантелија Јовановић, сестрићи генерал Јован Бели-Марковић, намесник краљевског достојанства, министар војни и Светолик Поповић, министар, братанац Живко Карабиберовић, председник Народне скупштине и председник београдске општине, унуци Јован Авакумовић, председник министарског савета, генерал Бранко Јовановић, министар војни, Павле Денић, министар унутрашњих дела и министра грађевина, управник Београда,
проф. др. Никола Стаменковић, председник београдске општине, генерал Данило Бели-Марковић и генерал Љубомир Бели-Марковић, а зетови генерал Живојин Бабић, државни саветник, генерал Милош Васић, министар војни, генерал Душан Стефановић, министар војни, Алимпија Васиљевића, министар, Лазар Поповић, министар и председника суда и др.

### Порекло
Живко Карабибер, трговац у Приштини око 1800. Пошто су га убили Турци, његов син Цветко и две кћерке Стојанка и Ђурђија, касније Баба-Дуда, по којој је цела шира породица називана Баба-Дудић, избели су са Косова у Београд.

### Карабиберовићи

#### Живко Карабибер (друга половина 18. века)
Живко Карабибер, приштински трговац, крајем XVIII и почетком 19. века. Живко Карабибер је са децом кренуо из Приштине према Београду. Убили су га Турци на путу.

#### Цветко Карабиберовић
Цветко Карабиберовић, син Живка Карабибера, био је београдски трговац.
Цветко Карабиберовић имао је сина Живка Карабиберовића и кћерку Јелену.

#### Живко Ц. Карабиберовић (1830-1893), градоначелник Београда, председник Скупштине
Живко Карабиберовић био је владин банкар, 8. пута председник Народне скупштине, председник београдске општине. Имао је синове Цветка, Жарка и Димитрија, као и кћерку Зорку.

##### Коњички мајор Цветко Ж. Карабиберовић (-1916)
Коњички мајор Цветко Ж. Карабиберовић (-1916) био је ожењен Анђом. Нису имали потомства.

##### Жарко Ж. Карабиберовић
Жарко Карабиберовић, завршио је у Минхену технику.

##### Димитрије Ж. Карабиберовић
Димитрије Карабиберовић чиновник Министарства финансија.

##### Васићи
Зорка Васић, рођ. Карабиберовић била је удата за дивизијског генерала Милоша Васића, сина Милоја Васића, среског начелника, министра војног, проф. Војне академије, војног аташеа.

##### Генерал Милош Васић (1859-1935)
Дивизијски генерал Милош Васић (1859-1935), министар војске и морнарице, „победник код Острова и Горничева, освојилац Кајмакчалана, Битоља итд“., командант 3. армије на Солунском фронту, шеф Унутрашњег одсека у Главном генералштабу 1896, професор Војне академије, војни изасланик у Бугарској, министар војни у три владе, заслужан за Закон о устројству војске из 1901, дипломатски представник у Црној Гори, командант Дунавске дивизије 2. позива, заступник команданта 1. армије, командант 3. армије, делегат на италијанском двору и при влади 1917, командат 1. армијске области 1922, министар војске и морнарице 1922. У првом браку био је ожењен Милицом, кћерком Владимира Јакшића начелника Министарства финансија из Београда и унуком Јакова Јакшића. Није имао деце.
У другом браку са Зорком М. Васић, рођ. Карабиберовић (1868-1945) није имао деце.

#### Барловци
Јелена Карабиберовић, кћерка Цветка Карабиберовића, удала се за Радована Барловца, трговца, сина Михаила Барловца (1822—1891). Породица Барловац пореклом је са Косова, одакле је прешла у Барлово, косанички срез, код Крагујевца.
Радован Барловац и Јелена Барловац, рођ. Карабиберовић, баба-Дудина братаница имали су сина Јована.

##### Јован Барловац (?-1910)
Јован Јоца Барловац (?-1910), трговац, добротовор, власник фабрике коже, најамних зграда, радионица и сл, увозник колонијалне робе. Велики просветни добротвор и приложник. Породица Барловац пореклом је са Косова, одакле је прешла у Барлово, косанички срез, код Крагујевца. Била су три брата Михајло, Јован и Коста Барловац.
Михајло Барловац (1822—1891), мајор, двороуправитељ двора књаза Милоша, ађутант партнер у трговачкој фирми Браћа Барловац, адвокат, стални правни заступник капетана Мише Анастасијевића, столоначалник совјета до 1857. Посланик за град Београд на Светоандрејској скупштини. У време бомбардовања Београда 1862, организовао команду жандармерије. Био је ожењен Маријом Барловац. Његов син је поручник Ђорђе Барловац (1854—1916), официр у ратовима 1876-1878, касније генерални конзул у Будимпешти; син Радован Барловац трговац; ћерка Перка удата за Милана Богићевића.
Јован Јовица Барловац (?-1898), заједно са браћом у послу. Сазидао кућу на имању Томе Вучића Перишића, дугугодишњи члан управе београдске берзе и трговачко-занатског одбора. Његов син Живко Барловац, генерални конзул Србије у Паризу, тестаментом завештао скоро сав породични иметак држави, 35 ари плацева између "Рајићеве, Узун-Миркове, Кнез Михаилове и Калимегдана", вредан 20 милиона динара, да образује „Задужбину Јовице Барловца, трговца из Београда“ са циљем издржавања деце без родитеља.
Константин Коста Барловац је био ожењен Анком Динић, њихова је ћерка Јелисавета - Цаја (1845—1913) удата за коњичког капетана Младена Ј. Ненадовића, ујака краља Петра I. Њихов син је Благоје Блажа Барловац (око 1870 - јануар 1929), адвокат, резервни официр..

### Јовановићи
Ђурђија Јовановић, рођ. Карабиберовић, прозвана Баба-Дуда, кћерка Живка Карабибера, била је удата за Ристу Јовановића, трговца, председника београдске општине. Имали су једног сина и пет кћерки Пантелију, Катарину, Савку, Станку, Христину и Софију.

#### Пантелија Р. Јовановић, министар, државни саветник (1827—1885)
Пантелија Јовановић, Баба-Дудин син, био је министар финансија. Имао је са кћерком Николе Предића (1828-17. јун 1877, родом из Брзаске у Румунији), ортаком капетан Мише Анастасијевића, два сина и две кћерке, Николу, Милана, Љубицу и још једну кћерку.

##### Никола П. Јовановић (1847-1896)
Никола П. Јовановић (1847-1896) син министра Панте Јовановића и унук баба Дуде.

##### Коњички потпуковник Милан П. Јовановић (1871-1916)
Коњички потпуковник Милан П. Јовановић (1871-1916)син министра Панте Јовановића и унук баба Дуде.

##### Генерал Живојин Ј. Бабић (1869-1938)
Љубица Бабић, рођ. Јовановић, кћерка Пантелије Јовановића била је удата за коњичког бригадног генерала Живојина Бабића, државног саветника, сина Јована Т. Бабића, окружног начелника и мајке Перке. Коњички бригадни генерал Живојин Бабић (1869-1938), завршио је 19. класу Ниже и 3. класу Више школе Војне академије, као и коњичку школу у Сомиру у Француској. Од 1915. до 1917. био је на служби на двору у Црној Гори. Био је председник суда за официре у Солуну 1917, командант Ибарске дивизијске области, државни саветник од 1925. Коњички бригадни генерал Живојин Бабић и Љубица Бабић, рођ. Јовановић, баба-Дудина унука имали су двоје деце.

##### Величковићи
Друга кћерка Пантелије Јовановића, била је удата за чији Драгутина Величковића, начелника министарства финансија. Њихов син је био коњички капетан Милан Величковић.

#### Авакумовићи
Катарина Авакумовић, рођ. Јовановић, Баба-Дудина кћерка, била је удата за Ђорђа Авакумовића. Авакумовићи, раније Јеремићи, воде порекло од јеромонамонаха О. Авакума Петровића, игумана манастира Боговађа, рођеног у Рожанцима у београдској нахији 1784. као Аврам Јеремић, син Петра Јеремића и синовац свештеника О. Радивоја Јеремића, пароха у Рожанцима. Породица његовог ујака су Дмитровићи из Рудоваца, где му је брат од ујака био свештеник поп Ранко Дмитровић. Попа Радивоја Јеремића убио је код Цареве Ћуприје Мехмед Мутаповић. Авакум (Аврам) Петровић почео се школовати у Рожанцима код свог стрица, а потом у манастиру Боговађи, где је био рукоположен за јеромонаха, а од око 1812. игумана Боговађе. Игуман Боговађе Авакум Петровић заклео је на јеванђељу организаторе Другог српског устанка у Рудовцима јануара 1815. У време Другог српског устанка игуман Авакум борио се против Турака. Умро је у манастиру Боговађа 1827. Његов синовац Ђорђе (Ђурђе) кога је школовао, заклео је да узме презиме Авакумовић.
Крсна слава Авакумовића је Свети Георгије
Ђорђе Авакумовић и Катарина Јовановић, Баба-Дудина кћерка, имали су сина Јована и кћерке Јелену и Анку.

##### Јован Авакумовић, министар председник (1841—1928)
Јован Авакумовић (1841—1928), председник министарског савета, министар иностраних дела и правде, члан Српске краљевске академије, адвокат, правник. Рођен је 1. јануара 1841. у Београду, где је завршио гимназију и Правни факултет, да би потом студирао правне науке и у Немачкој. Био је члан Либералне странке, министар правде 1880, судија Касационог (врховног) суда (1881—1887), министар правде (1887), председник министарског савета (владе) и министар иностраних дела (1892—1893), председник министарског света (владе) 1903. Током Првог светског рата, 1915. године, аустроугарске окупационе снаге су га заробиле и интернирале у логор Цеглед у Мађарској, а затим у Хицинг у Аустрији, у коме је дочекао крај рата. По повратку из заробљеништва повлачи се из политике.

##### Алимпије Васиљевић, министар
Јелена Васиљевић, рођ. Авакумовић била је удата за Алимпија Васиљевића, министра, професора Велике школе.
Алимпије Васиљевић је унук Васиља Павловића, кнеза у ваљевској нахији, буљубаша, капетан кога помиње прота Матеја, Васиљ из Бајевца (иако је у ствари из Велишевца). Био је кнез и Карађорђево време, као и у време прве владе књаза Милоша. Зет му је био војвода Петар Николајевић Молер. Жена кнеза Васиља била је тетка Антонија Мишковића, трговца из Кадине Луке, као и Марка Ковачевића (отац Аксентија Ковачевића, дугогодишњег народног посланика), трговца из Берковца. Антоније Мишковић се оженио Јованком сестром Илије Гарашанина, а њихова кћерка Аница је била удата за Милоја Блазнавца, брата генерала Миливоја Петровића Блазнавца, намесника.
Кнез Васиљ Павловић је имао сина Милована Васиљевића, који се оженио Јелицом, сестром од стрица жене Симе Милосављевића Паштрмца (1776—1836), књаз Милошевог барјактара и најближег саветника. Милован и Јелица Васиљевић су родитељи Алимпија Васиљевића. Његов отац је касније оженио Миленијом са којом је добио Алимпијевог полубрата Светозара Васиљевића.
Алимпије Васиљевић и Јелена Авакумовић су имали једног сина и пет кћерки, Љубомира Васиљевића, дипломату, секретара посланства, Катарину Кају удату за Јована Докића, управника Народног позоришта, професора, директора гимназије (њихова кћерка учитељица свирања и певања у Вишој женској школи), Милку, Зорку и Славку (учитељице у Вишој женској школи) и Небесну. Све кћерке су завршиле са одличним успехом Вишу женску школу.

###### Љубомир А. Васиљевић, конзул
Љубомир А. Васиљевић је био 1907. вицеконзул у Солуну. Завршио је Правни факултет Велике школе у Београду па је као државни питоомац провео неко време у Паризу ради специјалног изучавања криминалног права. По повратку ступио је у дипломатску службу ибио вице конзул у Пешти, Скопљу и Солуну. После се посветио књижевним и публицистичким радовима.

##### Мијушковићи
Анка Мијушковић, рођ. Авакумовић, била је удата за Тодора Мијушковића (рођ. 1828), професора, директора гимназије, сина свештеника, О. Павла Мијушковића и брата јеромонаха Тофила П. Мијушковића, игумана манастира Каленић. Крсна слава Мијушковића је Свети Јован. Њихов син је проф. др. Драгиша Мијушковић, професор Велике школе.

###### Проф. др Драгиша Т. Мијушковић
Проф. др. Драгиша Т. Мијушковић, био је професор Велике школе. Има потомства. Његов син био је ожењен праунуком Филипа Христића

#### Стаменковићи
Савка Стаменковић, рођ. Јовановић, Баба-Дудина кћерка била је удата за Игњата Стаменковића. Имала је једног сина Николу.

##### Др Никола Стаменковић, градоначелник Београда
Проф. др. инж. Никола Стаменковић, председника београдске општине, проф. Велике школе.

#### Јовановићи
Станка Јовановић, рођ. Јовановић, Баба-Дудина кћерка била је удата за Николу Јовановића (исто презиме), начелника Министарства грађевина. Имали су сина Бранка и кћер Зорку.

##### Генерал Бранко Јовановић (1868-1921), министар војске и морнарице
Генерал Бранко Јовановић, (1868-1921), министар војске и морнарице. Завршио је 18. кл. Ниже и 3. кл. Више школе Војне академије и Николајевску генералштабну академију у Петрограду. Био је 21. јуна 1903. ађутант краља, потом наставник коњичких егзерцирних правила престолонаследнику Ђорђу Карађорђевићу. У ратовима начелник штаба команде дивизије и команант дивизије. Од 1919. помоћник министра војног, министар војске и морнарице од 1920. до 1921, када је умро на дужности. Генерал Бранко Јовановић био је ожењен Катарином Јовановић, кћерком Стефана Барбиерија, трговца из Беча, а удовицом Ђорђа Панђела, трговца из Београда. Кћерка Катарине Јовановић из првог брака била је удата за генерала Ђуру Докића, сина др. Лазара Докића, председника министарског савета.

#### Радивојевићи
Четврта Баба-Дудина кћерка Софија Јовановић била је удата за Антонија Радивојевића, повереника кнеза Михаила и настојника његових имања (добара). Имали су сина Живка Радивојевића.
Велимир Вилхелм Тодоровић, ванбрачни син кнеза Михаила Обреновића, живео је у породици Радивојевић од 1857, јер кнез Михаило није био задовољан како је његов син био васпитаван у Бечу код мајке Марије Бергхауз. Софија Радивојевић заменила је Вилхелму мајку. Велимир је у Београду био уписан у основну школу, а 1861. је сликар Стева Тодоровић постављен за његовог гувернера, а васпитаван је заједно са Живком Радивојевићем и сестрићем Стеве Тодоровића Јовом Стојшићем.
Живко Радивојевић био је лични секретар краља Милана Обреновића. Запамћен и као први Србин који је носио монокл.

#### Ковановићи
Христина Ковановић, рођ. Јовановић, Баба-Дудина кћерка, била је удата за Милана Ковановића, члана Касационог (врховног) суда. Имали су једног сина Драгослава и седам кћерки Драгу, Љубицу, Босиљку, Милицу, Даницу, Зору и Анку.

##### Проф. др Драгослав Ковановић
Проф. др. Драгослав Ковановић проф. Велике школе.

##### Лазар Поповић, министар просвете
Драга Поповић, рођ. Ковановић била је удату за Лазара Поповића, министра просвете, председника суда из породице Павла Поповића, члана Правитељствујушчег совјета (од 1805) и дипломатског изасланика.

##### Прокићи
Љубица Прокић, рођ. Ковановић била је удата за Жику Прокића, члана управе града Београда.

##### Проф. др Стеван Давидовић
Босиљка Давидовић, рош. Ковановић била је удату за проф. др. Стевана Давидовића.

##### Павловићи
Милица Павловић, рођ. Ковановић била је удата за Милана А. Павловића.

##### Баџак
Даница Баџак, рођ. Ковановић била је удата за Љубомира Баџака, економа из Младеновца.

##### Павловићи
Зора Павловић, рођ. Ковановић била је удата за Мирка Павловића, трговца из Београда.

##### Ранковићи
Анка Ранковић, рођ. Ковановић била је удату за Спасоја Ранковића, трговца, председника трговачке омладине.

### Бели-Марковићи
Стојанка Карабиберовић, кћерка Живка Карабибера и Баба-Дудина сестра била је удата за Павла Марковића, управника београдске царине (ђумуркане). Павле Марковић био је син Асли-Марка, Белог-Марка који се истакао у време Другог српског устанка. Бели-Марко је имао велике земљишне поседе у Београду.
Павле и Стојанка Бели-Марковићи (Белимарковић) имали су синове Јована, Константина и Љубомира и кћерке Јелену и Катарину. Љубомир Бели-Марковић је студирао у иностранству, где је и умро. Сачувана је његова преписка са Светозаром Марковићем.

#### Генерал Јован Бели-Марковић (1827-1906), краљевски намесник
Генерал Јован Бели-Марковић (1827-1906), син Павла Марковића и Стојанке Карабиберовић, намесник краљевског достојанства, министар војни, министар унутрашњих послова, министар грађевина. Био је професор на Артиљеријској школи (Војној академији), министар војни (1868—1872), министар грађевина (1868—1873), министар унутрашњих послова (1889), намесник малолентом краљу Александру Обреновићу (1889—1893), државни саветник, сенатор у дводомној Скупштини.
У српско-турском рату 1877/78. био је командант Шумадијског и Моравског корпуса приликом ослобађања Ниша, Пирота, Беле Паланке, Лесковца и Врања.
Саградио је вилу у Врњачка Бања Врњачкој Бањи у којој је и умро 1906.
Генерал Јован Бели-Марковић био је прво ожењен Бисенијом Симић кћерком Стојана Симића. Познато је да је мираз приликом њиховог венчања износио 10. 000 дуката, као и да је, после женине смрти, мираз вратио њеној породици, односно брату Ђорђу Симићу.
Генерал Јован Бели-Марковић други пут се оженио 1882. године Цаном рођ. Чотрић, кћерком трговца Чотрића (Шабац) родом из Тршића, удовицом Павла Куртовића из Шапца. Имали су десеторо деце, између осталих синове Милоша и Рељу и кћерке Милицу, Цвету, Босиљку и Велику.
- Коњички капетан Милош Бели-Марковић.
- Реља Бели-Марковић (1886-197 ), офиир, резервни коњички потпуковник 1940.
- Милица Марковић, рођ. Бели-Марковић била је удата за Јована Марковића, посланика (амбасадора).
- Цвета Дробњак, рођ. Бели-Марковић била је удата за пуковника Јована Дробњака.
- Велика Стојадиновић, рођ. Бели-Марковић, била је удата за санитетског мајора др Живојина Стојадиновића, који је умро од пегавог тифуса 1915.

#### Константин Бели-Марковић
Константин Бели-Марковић, син Павла Марковића и Стојанке Карабиберовић, смедеревски окружни начелник. Константин Коста Бели-Марковић био ожењен супругом Катицом Исаковић, кћерком новосадског професора Нестора Исаковића.

##### Порекло Катице Бели-Марковић, рођ. Исаковић
Катица Бели-Марковић рођена је у новосадској породици Исаковић.
Исаковићи су потомци Нестора Исаковића (1744—1823), грађанина, власника радње, две куће (једна у Дунавском сокаку), кафане (са ракиџиницом са два казана), винограда у Буковцу (од 40 мотика), тутора Алмашке цркве. Нестор је са женом Аном (-1840) имао сина и кћерку. Кћерка је била удата за Теодора Николића (калвинистичке протестантске вероисповести). Јован Исаковић (-1838), новосадски грађанин, велетрговац (гросер), школовао се у новосадској католичкој гимназији (1794—1797). Имао је синове Константина, Нестора и Тому и кћерке Јулијану и Јелену. Константин Ј. Исаковић (1814-1871) новосадски адвокат, стални фискал града, патронат гимназије и српске црквене општине, репрезент града до 1870, професор мађарског језика, историје, историје Угарске и географије (на мађарском језику) у српској гимназији, завршио је права 1839, а са женом Катарином кћерком трговца Филипа Костића имао је две кћерке Јелену и Ангелину. Нестор Ј. Исаковић (1807- ) завршио је гимназију у Новом Саду, филозофију у Сегедину и права у Пешти и Ђуру. Био је правник, без адвокатске дипломе. Предавао је латински, алгебру, геометрију на латинском језику. Превео је са немачког Хиљаду и једну ноћ. Професор Нестор Ј. Исаковић је са Катарином Јаковљевић (умрла 1901), кћерком Саве Јаковљевића, новосадског грађанина и његове жене Марије (рођ. 1810) имао неколико деце, између осталих Катицу удату Бели-Марковић.
Константин Бели-Марковић и Катица Бели-Марковић, рођ. Исаковић имали су синове Данила, Љубомира и Миливоја.

##### Генерал Данило Бели-Марковић (1882-1940)
Пешадијски бригадни генерал Данило Бели-Марковић (1882—1940), син Константина Бели-Марковића, завршио је 31. класу ниже школе Војне академије у Београду. У ратовима 1912 -1918. учествовао је у првим борбеним јединицама као командир 1. чете 2. батаљона 3. пешадијског пука 1. позива (1912-1913) и командант 3. батаљона 8. пешадијског пука Дунавске дивизије 1. позива (1914—1918). Био је командант места у Загребу 1928-1930. Био је ожењен Катарином кћерком др. Михаила Јовановића из Пирота. Пешадијски бригадни генерал Данило Бели-Марковић и Катарина Бели-Марковић, рош. Јовановић имали су две кћерке Мирјану и Јелену.
- Мирјана Бели-Марковић удала се 1935. за капетана Милорада С. Тодоровића.
- Јелена Бели-Марковић удала се 1937. за ваздухопловног поручника Константина А. Јермакова[16].

##### Генерал Љубомир Бели-Марковић (1885 - 1948)
Коњички бригадни генерал Љубомир Бели-Марковић (1885—1948), син Константина Бели-Марковића, завршио је 34. класу ниже школе Војне академије у Београду. У ратовима 1912-1918. учествовао је као команддир 3. ескадрона дунавског коњичког дивизиона 2. позива и командир митраљеског одељења 4. коњичког пука (1912-1913) и на пословима у коњичком пуку. Од 1924. био је на служби у Обавештајном одељењу Главног генералштаба. Заробљен у Априлском рату. Остао је у емиграцији. Био је ожењен Драганом, кћерком Николе Стојковића, чиновника Министарства грађевина. Коњички бригадни генерал Љубомир Бели-Марковић и Драгана Бели-Марковић, рођ. Стојковић имали су кћерку Браниславу.
- Бранислава Бели-Марковић удала се 1933. за коњичког поручника Евгенија А. Богојевског[17].

#### Поповићи
Јелена Поповић, рођ. Белимарковић, кћерка Павла Бели-Марковића и Стојанке Карабиберовић била је удата за Јована Поповића, београдског трговца. Имали су синове Светолика и Константина.

##### Светолик Поповић, министар
Светолик Поповић био је министар грађевина.

##### Пуковник Константин Поповић
Генералштабни пуковник Константин Поповић, професор Војне академије. Имао је кћерку Марију Поповић удату за генерала Душана Стефановића.

###### Генерал Душан Стефановић (1870-1951)
Марија Стефановић, рођ. Поповић, кћерка пуковника Константина Поповића, била је удата за дивизијског генерала Душана Стефановића, министра војног, управника двора, канцелара краљевих ордена и војног изасланика у иностранству. Дивизијски генерал Душан Стефановић (1870—1951), син мајора Павла Стефановића, заврпшио је 20. кл. Ниже и 4. кл. Више школе Војне академије, као и генралштабну припрему. Био је ађутант краља 1904-1905, шеф унутрашњег одсека Гл. генералштаба, председник Комисије за разграничење са Грчком 1913, војни изасланик у Букурешту, министар војни 1914. У ратовима командант 8. пешадијског пука 1. позива. Од 1915-1919. војни изасланик у Паризу, управник двора 1919, војни изасланик у Грчкој, канцелар Краљевих ордена 1924-1929.

#### Денићи
Катарина Денић, рођ. Бели-Марковић, кћерка Павла Бели-Марковића и Стојанке Карабиберовић била је удата за Петра Денића, казначеја. Имали су сина Павла Денића.

#### Павле Денић, министар
Павле Денић, министар унутрашњих дела и министар грађевина, заступник (в. д) министра иностраних послова, Комесар Народне банке, генерални конзул у Солуну, београдски окружни начелник, управник Београда, резервни официр и професор Војне академије и др, син Петра Денића и Катарине Денић, рођ. Бели-Марковић рођен је у Београду 16. априла 1855. Завршио је гимназију и Војну академију у Београду (1871—1875), а диплому инжењера стекао је у Паризу. Као поручник ађутант у штабу Дринског и Шумадијског корпуса и начелник штаба Шабачке бригаде учествовао је у српско-турским ратовима 1876-1878. Одликован сребрном и златном медаљом за храброст. У чину поручника дао је оставку на војну службу. Био је редовни професор геодезије на Војној академији од 1889. до 1892, као и поново 1897. Био је управник вароши (града) Београда, београдски окружни начелник, генерални конзул Србије у Солуну и Скољу, директор државне фабрике дувана, комесар Народне банке, министар грађевина од 7. новембра 1902 до 25. марта 1903. и заступник министра иностраних послова од 23. марта до 29. маја 1903.
Павле Денић био је министар и у последњој влади краља Александра Обреновића 1903. окончаној Мајским превратом када је и његов ујак генерал Јован Бели-Марковић био стављен под стражу. Други сестрић, који је био укључен у заверу и постао нови председник министарског савета (владе) Јован Авакумовић, наредио је да се стража уклони.
Био је касније директор и члан Управног одбора Београдске банке, председник Надзорног одбора Државне хипотекарне банке и председник Надзорног одбора Државне ликвидационе банке 1925.
Павле Денић био је ожењен удовицом официра Стевановића, пријатељицом краљице Драге Обреновић.

## Занимљивости
Око 1890. говорило се у Београду: „Карађорђевићи претендују, Обреновићи владају, а Баба-Дудићи управљају Србијом“..